# Real Rebola
Real Rebola ist ein äquatorial-guineischer Fußballverein aus Rebola, der derzeit in der zweiten Liga des Landes spielt.

## Geschichte
Der Verein wurde 1960 gegründet und gewann 1964 und 1968 die Native League und später 1979 sicherte sich Real Rebola den Nachfolger der äquatorial-guineische Meisterschaft, die Primera Division. Im Jahr 2000 stieg Real Rebola erstmals ab und verweilte seitdem überwiegend in der zweiten Liga.
Im Jahr 2019 gelang es Real Rebola, wieder in die erste Liga aufzusteigen, den Saison 2021/22 stieg der Verein erneut ab.

## Erfolge
- Primera Division de Honor: 1964, 1968 (Native League) 1979 (Primera Division)